# ミケーレ・マーリ
ミケーレ・マーリ（Michele Mari, 1955年12月26日 ｰ ）は、イタリアのミラノ生まれの作家、翻訳家。

## 人物・作品
父はグラフィック・デザイナーのエンゾ・マーリ、母はデザイナー、絵本作家のイエラ（ガブリエッラ）・マーリ。幼少の頃から物語や絵画の創作に強い関心を示す。ミラノ大学文学部でイタリア文学の教授を務めながら、伝統文学のパスティーシュやゴシック小説のパロディを特徴とした小説を執筆。
物語作品として、デビュー作『獣から獣』（1989年）、『船倉と深淵』（1992年）、『エッフェル塔のすべての鉄骨』（2002年）、『緑青』（2007年）、『ロッソ・フロイド』（2010年）、『ロデリック・ダドル』（2014年）といった長篇小説に加えて、短篇集『エウリディーチェは犬を飼っていた』（1993年）、『血塗られた幼少期よ』（1997年）、『ファンタズマゴニア』（2012年）などが知られている。二冊の詩集『レディホークの恋愛詩百編』（2007年）、『地下聖堂から』（2019年）、および『悪魔とパイ生地』（2004年）をはじめとする数冊の評論集のほかに、ロバート・Ｌ・スティーブンスンの『宝島』（2012年）、ジャック・ロンドン『野性の呼び声』（2015年）、ジョン・スタインベック『ハツカネズミと人間』（2016年）、Ｈ・Ｇ・ウェルズ『タイム・マシン』（2017年）など英米小説の翻訳も手掛けている。
短編「お母さんの家族」、「虹彩と真珠母」は、アンソロジー「どこか、安心できる場所で　新しいイタリアの文学」（国書刊行会, 2019年10月刊）　に所収されている。